# Piazza Cittadella

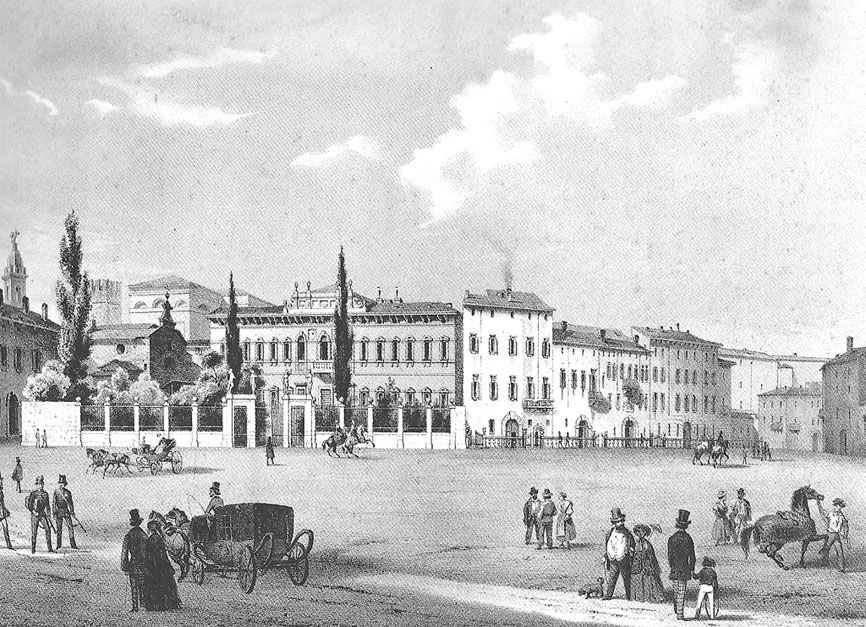
Piazza Cittadella na litografii z około 1850 roku

Piazza Cittadella to plac starego miasta w Weronie.

## Historia
Nazwa placu wywodzi się od twierdzy obronnej, wybudowanej przez Giangaleazzo Visconti. Budynek został otrzymany poprzez wzniesienie murów, które ciągnęły się przez bramy Bra oraz Porta Nuova, wzdłuż ulicy corso Porta Nuova, podczas gdy na pozostałych trzech bokach już istniały pasy murów. Twierdza, będąc w użyciu garnizonów rodu Visconti, wpływała negatywnie na rozwój miejski obszaru.
Twierdza została zdemilitaryzowana dopiero w 1535 roku przez ród Serenissima. Zadanie zostało powierzone architektowi werońskiemu Michele Sanmicheli.

## Opis
Przy placu wznoszą się zabudowania powstałe głównie w XVIII w., oprócz jednej budowli, która została wzniesiona w latach sześćdziesiątych XX wieku. Na placu znajdował się, oprócz parkingu podziemnego, także parking zewnętrzny, intensywnie używany ze względu na bliskie położenie od placu Bra.
Dziś parking zewnętrzny został zlikwidowany a do parkingu podziemnego zostały dodane dwa poziomy. Plac został zmodernizowany poprzez przebudowę powierzchni. Położono kostkę brukową oraz dodano ogrody.